# Larissa (astronomia)
Larissa è il quinto satellite naturale di Nettuno in ordine crescente di distanza dal pianeta. Fu scoperto dal gruppo di Harold Reitsema, che si basò sull'osservazione di occultazioni stellari nel 1981; ricevette la designazione provvisoria di S/1981 N 1. Nessun altro astronomo riuscì più ad osservare il satellite fino al sorvolo da parte della sonda Voyager 2, nel 1989; la nuova designazione provvisoria fu S/1989 N 2.
Il satellite è intitolato alla figura di Larissa, ricordata a volte come madre di Pelasgo, nato dall'unione con Giove o con Poseidone, secondo la mitologia greca.
Larissa presenta un aspetto fortemente irregolare e non mostra traccia di attività geologica; la sua superficie è fortemente craterizzata.

## Parametri orbitali
L'orbita di Larissa, trovandosi al di sotto dell'orbita poseidosincrona, è fortemente instabile; le forze mareali indotte dalla vicinanza al gigante gassoso ne stanno provocando un graduale decadimento, che porterà alla disintegrazione del satellite e alla formazione di un nuovo anello planetario, o all'impatto di Larissa con Nettuno.

## Nettuno visto da Larissa
Larissa rivolge sempre la stessa faccia a Nettuno, per cui da quella stessa faccia il pianeta rimane sempre visibile, raggiungendo una dimensione di circa 100 volte la Luna piena vista dalla Terra. Dalla stessa parte è periodicamente possibile osservare le lune più interne transitare sul disco di Nettuno, mentre dall'altra quelle più esterne.